# Kłosowice (Komarowo)
Kłosowice (niem. Blankenfelde) – niestandaryzowana nazwa część wsi Komarowo w Polsce położona w województwie zachodniopomorskim, w powiecie goleniowskim, w gminie Goleniów.
Kłosowice stanowią wschodnią część wsi Komarowo, na skraju Puszczy Goleniowskiej.

## Historia
Pierwsza wzmianka o miejscowości pochodzi z 1777 roku. Została ona założona na planie ulicówki i należała do miasta Goleniów. We wsi znajdował się cmentarz, wiatrak, a na początku XIX w. wybudowano ryglowy kościół. Była to typowa rolnicza wieś kolonizacyjna. Ludność pochodziła w większości z Niemiec i Holandii. Po II wojnie światowej kościół, cmentarz i wiele domów uległa zniszczeniu.
Zabudowa Kłosowic pochodzi z XIX i XX wieku (brak zabytków), a w centrum wsi (za krzyżem) znajdują się pozostałości niemieckiego cmentarza.
Do 1945 r. poprzednią niemiecką nazwą osady była Blankenfelde. W 1948 r. ustalono urzędowo polską nazwę wsi Kłosowice.